# Accel World vs. Sword Art Online: Millennium Twilight
Accel World vs. Sword Art Online: Millennium Twilight là tựa game hành động nhập vai do hãng Artdink phát triển và được Bandai Namco Entertainment phát hành cho hệ máy PlayStation 4, PlayStation Vita và Microsoft Windows. Trò chơi này dựa trên hai bộ light novel dài tập nổi tiếng Accel World và Sword Art Online.

## Cốt truyện
Câu chuyện bắt đầu với hai nhân vật chính là Asuna và Kirito từ Sword Art Online đang đi dã ngoại với Yui, loay hoay tìm kiếm chỗ cắm trại. Đột nhiên có những con quái vật xông vào tấn công họ dù cho nơi này thuộc vùng trung lập. Sau đó, tiếng báo động vang lên khắp nơi bắt đầu cảnh báo mọi người đăng xuất ngay lập tức hoặc chịu sự trừng phạt. Yui liền cảnh báo Asuna và Kirito hãy rời đi trước khi bỏ chạy, nhưng thay vào đó họ lại bám theo cô bé đến một ngôi đền nọ. Kirito bỗng dưng nhận thấy mình đang phải giao tranh với Kuro Yukihime là nhân vật chính đến từ Accel World, vốn được mụ phù thủy tên là Persona Vabel thuê hòng đánh lạc hướng trong khi ả ta cố gắng phong ấn Yui dựa theo kế hoạch khởi đầu ngày tận thế. Nhận ra chính mình đã bị mụ phù thủy lừa gạt, Kuro Yukihime quyết định giúp đỡ Kirito và Asuna. Do bản thân Persona Vabel rất mạnh, cả ba đành phải rút lui chờ thời cơ phản công. Họ kết luận rằng vì mình đã phớt lờ lời cảnh báo đăng xuất nên một số bạn bè của họ cũng cùng chung số phận. Mục đích là tuyển mộ lại những người bạn này, đồng thời tìm hiểu lý do tại sao thế giới của họ lại va chạm lẫn nhau, và động cơ đằng sau kế hoạch của Persona Vabel là gì.

## Lối chơi
Accel World vs. Sword Art Online: Millennium Twilight là dạng game chơi theo nhóm (với mọi đoạn hội thoại được lồng tiếng bằng tiếng Nhật kèm phụ đề tiếng Anh) mà người chơi đều dễ dàng hoán đổi bất cừ thành viên nào thuộc ba nhân vật trong nhóm bất kỳ lúc nào cũng được, mỗi người sở hữu những chiêu thức tấn công và khả năng riêng biệt. Nhằm tiến bước qua phần chơi chính đi theo cốt truyện trong game thì người chơi cần phải hoàn thành rất nhiều nhiệm vụ chính. Ngoài ra còn có các nhiệm vụ phụ không cần thiết nhưng sẽ giúp việc chơi game dễ dàng hơn nhiều, nhờ vào phần thưởng và điểm kinh nghiệm bổ sung. Lấy cảm hứng từ tựa game Sword Art Online: Lost Song, mảng giao chiến trong game bao gồm cận chiến (các nhân vật trong Accel World), học hỏi các kỹ năng và thỉnh thoảng phải bay để tiến hành không chiến (các nhân vật trong Sword Art Online). Tất cả các trận chiến đều diễn ra trong môi trường mở tại thời điểm người chơi tiếp xúc với kẻ đối địch. Có một trung tâm gọi là Thành phố nổi Ryne có đủ loại cửa hàng buôn bán cho phép người chơi tự cải thiện nhân vật của mình.

## Đón nhận
Khi vừa mới phát hành, trò chơi đã gặp phải "đánh giá trái chiều hoặc trung bình" với điểm tổng hợp là 64/100 dành cho hệ máy PlayStation 4 trên trang Metacritic.